# Питерсбург (Вирџинија)
Питерсбург (енгл. Petersburg) град је у америчкој савезној држави Вирџинија. По попису становништва из 2010. у њему је живело 32.420 становника.

## Демографија
Према попису становништва из 2010. у граду је живело 32.420 становника, што је 1.320 (3,9%) становника мање него 2000. године.
| Група             | 2000.          | 2010.          |
| Белци             | 6.131 (18,2%)  | 4.902 (15,1%)  |
| Афроамериканци    | 26.643 (79,0%) | 25.646 (79,1%) |
| Азијати           | 236 (0,7%)     | 267 (0,8%)     |
| Хиспаноамериканци | 463 (1,4%)     | 1.216 (3,8%)   |
| Укупно            | 33.740         | 32.420         |